# Paseo Cultural La Terminal (Posadas)
El paseo cultural La Terminal es un parque público situado en la localidad argentina de Posadas (provincia de Misiones).

## Historia
Construida en 1955, la Antigua Terminal de Posadas estaba ubicada en la esquina de las avenidas Bartolomé Mitre y Uruguay, con una fachada de estilo netamente colonial.
Durante mucho tiempo la antigua Terminal de la ciudad, fue el punto de llegada y de partida de ómnibus a Posadas, la que se encontraba rodeada de locales comerciales, muchos de los cuales que aún hoy subsisten.
Hacia esta ciudad llegaban viajeros de todos los rincones de la provincia y de regiones próximas para luego poder ir desde aquí hacia el Paraguay.
Como toda zona de llegada y de espera tenía negocios para comer y los mesiteros, es decir, vendedores que se instalaban en los pasillos vendiendo todo tipo de productos.
En 1990 se aprobó una ley para modificar su lugar de ubicación y, por propósitos turísticos y una mejor funcionalidad, se la trasladó a la Avenida Santa Catalina y Ruta Nacional 12. El antiguo espacio se recicló creándose un espacio cultural llamado –en honor a su antigua ocupante– Paseo La Terminal donde los vecinos posadeños y los turistas disfrutan de diferentes representaciones artísticas y desarrollan actividades culturales.